# 吉田恵里香
吉田 恵里香（よしだ えりか、1987年11月21日 - ）は、日本の脚本家、小説家。
神奈川県出身。日本大学高等学校・中学校、日本大学芸術学部文芸学科卒業。所属事務所はQueen-B。大学在学中から現在の事務所に所属。

## 人物
- 学生時代、手伝いを探していた西田征史のアシスタントとして脚本家の道を歩み始める[4]。
- 特に尊敬している脚本家には岡田惠和、坂元裕二、渡辺あやの名前を挙げ、向田邦子や川上弘美の脚本や著作からも影響を受けている[5]。
- 2024年の第75回紅白歌合戦ではゲスト審査員を務めた。[6]。

## 受賞歴
- 第40回向田邦子賞（2021年度、『恋せぬふたり』）[7]
- 第9回 Anime of the Year（AOTY）- 最優秀脚色賞（2022年度、『ぼっち・ざ・ろっく！』）[8][9][10]

## 作品

### 構成
- シャキーン！ （NHK教育）
- シナモンと安田顕のゆるドキ☆クッキング（TBS）

### 脚本

#### テレビドラマ
2013年
- 恋するイヴ（日本テレビ、12月24日）

2017年
- 男水！（日本テレビ、1月22日 - 3月12日）

2018年
- 花のち晴れ〜花男 Next Season〜（TBS、4月17日 - 6月26日）

2019年
- Heaven? 〜ご苦楽レストラン〜（TBS、7月9日 - 9月10日）

2020年
- DASADA（日本テレビ、1月16日 - 3月19日）
- 30歳まで童貞だと魔法使いになれるらしい（テレビ東京、10月9日 - 12月25日）

2021年
- 声春っ！（日本テレビ、2021年4月29日 - 7月1日）

2022年
- 恋せぬふたり（NHK総合、1月10日 - 3月21日）
- ダブル（WOWOW、6月4日 - 8月6日）
- 君の花になる（TBS、10月18日 - 12月20日）

2023年
- 生理のおじさんとその娘（NHK総合、3月24日）

2024年
- 虎に翼（NHK総合連続テレビ小説)

#### 配信ドラマ
2019年
- フォローされたら終わり（10月27日 - 12月15日、AbemaTV）

2021年
- ブラックシンデレラ（4月22日 - 6月10日、AbemaTV）
  - ブラックシンデレラ -卒業編-（前編：6月10日・後編：6月17日、ABEMA）

- 悪魔とラブソング（6月19日、Hulu）

#### テレビアニメ
2011年
- TIGER & BUNNY（毎日放送・BS11他、西田征史との共同脚本）

2015年
- ルパン三世 PART IV（日本テレビ・BS日テレ他）

2016年
- TRICKSTER -江戸川乱歩「少年探偵団」より-（シリーズ構成・脚本、10月4日 - 2017年3月28日、TOKYO MX・読売テレビ）
- 刀剣乱舞-花丸-（第1期、10月3日 - 12月19日、TOKYO MX・BS11・カンテレ）

2018年
- DOUBLE DECKER! ダグ&キリル

2019年
- なむあみだ仏っ!-蓮台 UTENA-（シリーズ構成、4月8日 - 6月24日、AT-X / TOKYO MX）

2020年
- 神之塔 -Tower of God-（シリーズ構成・脚本、4月2日 - 6月25日、TOKYO MX）

2022年
- ぼっち・ざ・ろっく！（シリーズ構成・脚本、10月9日 - 12月25日、TOKYO MX）

2025年
- 前橋ウィッチーズ（シリーズ構成・脚本、4月 - ）

#### アニメ映画
2020年
- 思い、思われ、ふり、ふられ（9月18日、東宝）

2024年
- 劇場総集編ぼっち・ざ・ろっく！（シリーズ構成・脚本、Re:（前編）：6月7日・Re:Re:（後編）：8月9日、アニプレックス）

#### Webアニメ
2021年
- Artiswitch（シリーズ構成・脚本）

#### 実写映画
2015年
- 脳漿炸裂ガール（7月25日、KADOKAWA）
- ヒロイン失格（9月19日、ワーナー・ブラザース）

2017年
- 恋と嘘（10月18日、ショウゲート）

2018年
- レオン（2月24日、ファントム・フィルム）
- EVEN〜君に贈る歌〜（6月2日、ユニバーサル・コネクト）
- センセイ君主（8月1日、東宝）
- オズランド 笑顔の魔法おしえます。（10月26日、HIGH BROW CINEMA/ファントム・フィルム）

2022年
- ホリック xxxHOLiC（4月29日、松竹）

2023年
- おとななじみ（5月12日、東映）

#### 舞台
- 僕とあいつの関ヶ原（初演2014年12月 再演2015年8月 再々演2016年7月）
- 俺とおまえの夏の陣（初演2015年8月 再演2016年7月）
- SOLO Performance ENGEKI「僕とメリーヴェルの7322個の愛」（2021年10月7日 - 17日、CBGKシブゲキ!!）[35]

#### ラジオドラマ
- TOYO TIRES ターンパイク タイアップ 「Tips Town [HAPPY DRIVE! HAPPY LIFE!] 」 （横浜エフエム放送 2007年9月17日OA）
- YOKOHAMA Santa-Land SPECIAL～YOKOHAMA Chiristmas Stories～（全3話 横浜エフエム放送 2007年12月24日OA）
- Tips Town × 平井堅 『青春キャンバス』発売特別企画 （横浜エフエム放送 2008年3月14日OA）
- たもつん（全13話 横浜エフエム放送 2015年10月 - 12月OA）
- 河童田と天狗寺（全13話 横浜エフエム放送 2016年1月 - 3月OA）

### 漫画原作
- TIGER & BUNNY（ミラクルジャンプ、作画・上田宏）
- ふぇすちばる!（ヒバナ、作画・井田克一）
- 脳漿炸裂ガール（ヤングエース、作画・名束くだん）

### 小説
- 実験刑事トトリ（2012年11月 リンダブックス）
- 脳漿炸裂ガール（2013年12月 - 2015年8月 角川ビーンズ文庫 全5巻）
- 僕とあいつの関ヶ原（2014年6月 東京書籍）
- 俺とおまえの夏の陣 政宗と小十郎と小十郎（2014年9月 東京書籍）
- にじゅうよんのひとみ（2016年7月 キノブックス）
- 恋せぬふたり（2022年4月 NHK出版）